# Grim Fandango
Grim Fandango és una aventura gràfica de la companyia LucasArts llançat l'any 1998 per a PC. Molts crítics l'han posicionat entre els millors d'aquest gènere i alguns fins i tot el consideren el darrer de l'edat d'or de les aventures gràfiques. El seu motor de joc (GrimE) va ser usat posteriorment per a la quarta entrega de la saga Monkey Island. El joc va ser creat sota les regnes de Tim Schafer i l'original disseny dels personatges va néixer de la mà del dibuixant José Guadalupe Posada.

## Ambientació
L'ambientació d'aquest joc és un dels elements més originals: Per una banda interaccionarem en uns escenaris inspirats en el cinema negre o les novel·les de Raymond Chandler i fins i tot de l'estereotipat Humphrey Bogart al film Casablanca. Per l'altra, haurem caigut de ple dins el món de després de la mort d'acord amb la mitologia mexicana.
Segons la tradició asteca de la zona de Mèxic, després de morir, les ànimes han de passar per set cels abans d'arribar al paradís. Doncs bé, aquest joc té lloc al món de la mort on totes les ànimes fan el seu viatge per aconseguir arribar al més enllà definitiu, tot i que moltes es perden pel camí o malbaraten els seus bitllets.

## Argument
El protagonista del joc és Manny Calavera, qui a causa del seu comportament en vida, ha de pagar treballant com a agent de viatges en aquest món de la mort, atorgant els bitllets que es mereixen els nouvinguts. Tot i això, Manny s'adona de certes irregularitats en el sistema i, com si es tractés de Phillip Marlow, comença a investigar per descobrir una trama de corrupció, crim i mentides. Tot sense que falti la femme fatal, Mercedes Colomar.
Durant el joc sempre és el dia de los muertos diada que encara avui se celebra a Mèxic. Grim Fandango s'estructura en quatre actes on cada acte té lloc un any més tard. Així que podríem dir que durant el joc també realitzem aquest últim viatge.

## Curiositats
Podem trobar un anunci del joc a la tercera entrega de la saga Monkey Island: «The curse of Monkey Island». Manny Calavera seu mort en un restaurant de l'illa Plunder.
Se sol dir que Manny apareix de públic a les grades del circuit de curses a la pel·lícula «L'amenaça fantasma» de la guerra de les galàxies. Tot i que només s'hi assembla.
Algunes cites mítiques:
«Love? Love Is for the Living»
«All people smoke. But all people are dead, think on it!»

## Dades Tècniques
El joc es va distribuir en 2 CDs, tot i que actualment existeixen versions modernitzades. Els requisits són Intel Pentium 133mhz, 32m de RAM, 20mb al disc dur i 2mb de memòria gràfica.